# Dactyladenia whytei
Dactyladenia whytei är en tvåhjärtbladig växtart som först beskrevs av Otto Stapf, och fick sitt nu gällande namn av Ghillean `Iain' Tolmie Prance och Frank White. Dactyladenia whytei ingår i släktet Dactyladenia och familjen Chrysobalanaceae. Inga underarter finns listade i Catalogue of Life.